# Park Chan-hee
Dans ce nom coréen, le nom de famille, Park, précède le nom personnel.
Park Chan-hee (en coréen 박찬희), né le 17 avril 1987, est un joueur sud-coréen de basket-ball. Il évolue au poste d'arrière.

## Palmarès
- 3e du Championnat d'Asie 2011
- Finaliste des Jeux asiatiques de 2010
- Vainqueur des Jeux asiatiques de 2014